# Gambier (comune)
Il comune di Gambier (in polinesiano Gambiers) è un comune di 1.337 abitanti nella Polinesia francese diviso tra le seguenti isole:
Isole Gambier
- Atollo de Temoe
- Isole di Mangareva, ab. 919 (2002), con cinque isole abitate:
  - Mangareva, ab. 872 (2002), con sei distretti:
    - Rikitea, ab. 511 (2002)
    - Kirimiro
    - Gatavake
    - Atituiti
    - Akaputu
    - Taku

  - Aukena, ab. 31 (2002)
  - Akamaru, ab. 11 (2002)
  - Kamaka, ab. 4 (2002)
  - Taravai, ab. 3 (2002)
  - altri isolotti abitati

Gruppo Acteon (Tuamotu)
- Atollo di Matureivavao
- Atollo di Tenararo
- Atollo di Tenarunga
- Atollo di Vahanga

altri atolli delle Tuamotu
- Atollo di Morane
- Atollo di Marutea Sud, ab. 178 (2002)
- Atollo di Maria (Maria Est)

Banchi e Barriere a Sud e a Est delle Isole Gambier
(sottomarini, senza terre emerse)
- Banco Portland
- Barriera della Minerva (Ebril)
- Barriera Bertero